# Ilaria Borletti Buitoni
Pour les articles homonymes, voir Borletti et Buitoni (homonymie).
Ilaria Borletti Buitoni, née Borletti Dell'Acqua, le 22 mars 1955 à Milan, est une femme politique italienne. 
Elle a été députée de 2013 à 2018 et secrétaire d'État aux Biens et Activités culturels et au Tourisme de 2013 à 2018.

## Publications
- Per un'Italia Possibile. La cultura salverà il nostro Paese?, Mondadori Electa, 2012.
- Cammino controcorrente, Mondadori Electa, 2014.